# Paul Otlet
Paul Marie Ghislain Otlet (Bruselas, 23 de agosto de 1868-Bruselas, 10 de diciembre de 1944) fue un bibliógrafo y documentalista belga considerado el fundador de lo que actualmente se considera la ciencia de la documentación. Fue escritor, empresario, abogado y activista por la paz. Junto con Henri Lafontaine creó la Clasificación Decimal Universal, uno de los ejemplos más preeminentes de la documentación facetada. Además, fue responsable de la adopción generalizada en Europa del patrón americano de 3 x 5 pulgadas en la ficha bibliográfica - índice de cartón utilizado hasta hace unos años en la mayoría de catálogos de biblioteca a nivel mundial. Otlet también escribió diferentes ensayos sobre la forma de recolectar y organizar el mundo del conocimiento, recopilados en dos libros: Traité de documentation (1934) y Monde: essai d’universalisme (1935).
En 1907, junto con Henri La Fontaine, creó la Oficina Central de Asociaciones Internacionales, que en 1910 fue renombrada como Unión de Asociaciones Universales (un centro de documentación e instituto no gubernamental de investigación sin fines de lucro con sede en Bruselas y que opera bajo el mandato de las Naciones Unidas). Más tarde, también crearían el centro internacional "Palais Mondial (World Palace)" y el Mundaneum, para resguardar las colecciones y actividades de los diversos organismos e institutos en los que trabajaban. 
Otlet también fue un activista de paz, comprometido con ideas políticas internacionalistas, que fueron incorporadas más adelante en la Liga de las Naciones y en su Instituto Internacional de Cooperación Intelectual (precursora de la UNESCO). La iniciativa ganó, en 1913, el Premio Nobel de Paz, gracias a su interés por impulsar la difusión global de la información y la creación de nuevos tipos de organismos internacionales. 

## Biografía
Paul Otlet nació en Bruselas, Bélgica, en 1868, como el primer hijo del matrimonio de sus padres, quienes tenían una empresa exitosa e internacional de venta de tranvías. Su madre murió en 1871, a los 24 años, cuando Otlet contaba tres años. Luego de ello, su padre lo mantuvo fuera de la escuela hasta los 11 años por considerar que en las aulas no aprendería lo suficiente, ni de la manera en la que aprendería a través de tutores privados. Esto generó que tuviera pocos amigos en su infancia, por lo que jugaba regularmente con su hermano más joven, Maurice. Durante este período desarrolló un fuerte amor por la lectura y por los libros. 
A los 6 años de edad, luego de un problema de salud de su padre, toda su familia se mudó a París. A los 11 años, entró allí a la escuela de los jesuitas, en donde permaneció por tres años. Luego de ello, toda la familia retornó de nuevo a Bruselas, y comenzó a estudiar en el prestigioso Collège Saint-Michel, hasta terminar sus estudios de bachillerato. Más adelante, estudió en las universidades Católica, de Lovaina, de París y la Libre de Bruselas, de donde se graduó como abogado el 15 de julio de 1890.
En diciembre de 1890, comenzó a trabajar junto con su primo Fernande Gloner y el famoso abogado Edmond Picard, un amigo de su padre. Muy rápidamente, Otlet se sintió insatisfecho con la carrera jurídica, y comenzó a tener interés en la bibliografía. Su primer trabajo publicado sobre este tema fue el ensayo Algo sobre bibliografía (Something about bibliography), escrito en 1892. En él, expresa su creencia en que los libros son una forma inadecuada de almacenar información porque la disposición de los datos contenidos dentro de ellos era siempre una decisión arbitraria mediada por su autor, haciendo que sea difícil localizar cada dato. En su ensayo, Otlet propuso un sistema mejor de almacenamiento, usando tarjetas que contendrían pequeños extractos de información que permitirían «todas las posibles manipulaciones de la clasificación y su continua búsqueda». Además de eso, hablaba de la necesidad de «un esquema muy pormenarizado de sinopsis del conocimiento», que permitiría la clasificación de todos esos extractos de datos. 
Otlet dedicó toda su vida profesional a solventar o mitigar la dificultad del acceso a la información almacenada para el mayor número de personas. A pesar de que trabajó y vivió durante un período anterior al uso generalizado de los ordenadores, anticipó y tuvo una influencia muy importante en la creación de la World Wide Web. De hecho, su idea de una gran red de conocimientos incluía nociones de hipervínculos, redes sociales y la posibilidad de una clasificación distribuida.
Sus mayores logros incluyen la creación del Instituto Internacional de Bibliografía (IIB), el Repertorio Bibliográfico Universal (RBU), y la adaptación de la Clasificación Decimal Universal (CDU) creada por Melvin Dewey, y distintos obras que sirvieron para cimentar las ciencias anteriormente citadas. De todos ellas, destacan el Traité de documentation (1934) y Monde: Essai d'universalisme (1935), que exponen una metodología de cómo hacer que el conocimiento registrado estuviera disponible para quien lo necesitara y con ello contribuir al enriquecimiento intelectual de la Humanidad. Paul Otlet fundó el Instituto de la Documentación denominado Mundaneum, además de la todavía activa Union of International Associations para tratar de recoger toda esa información.

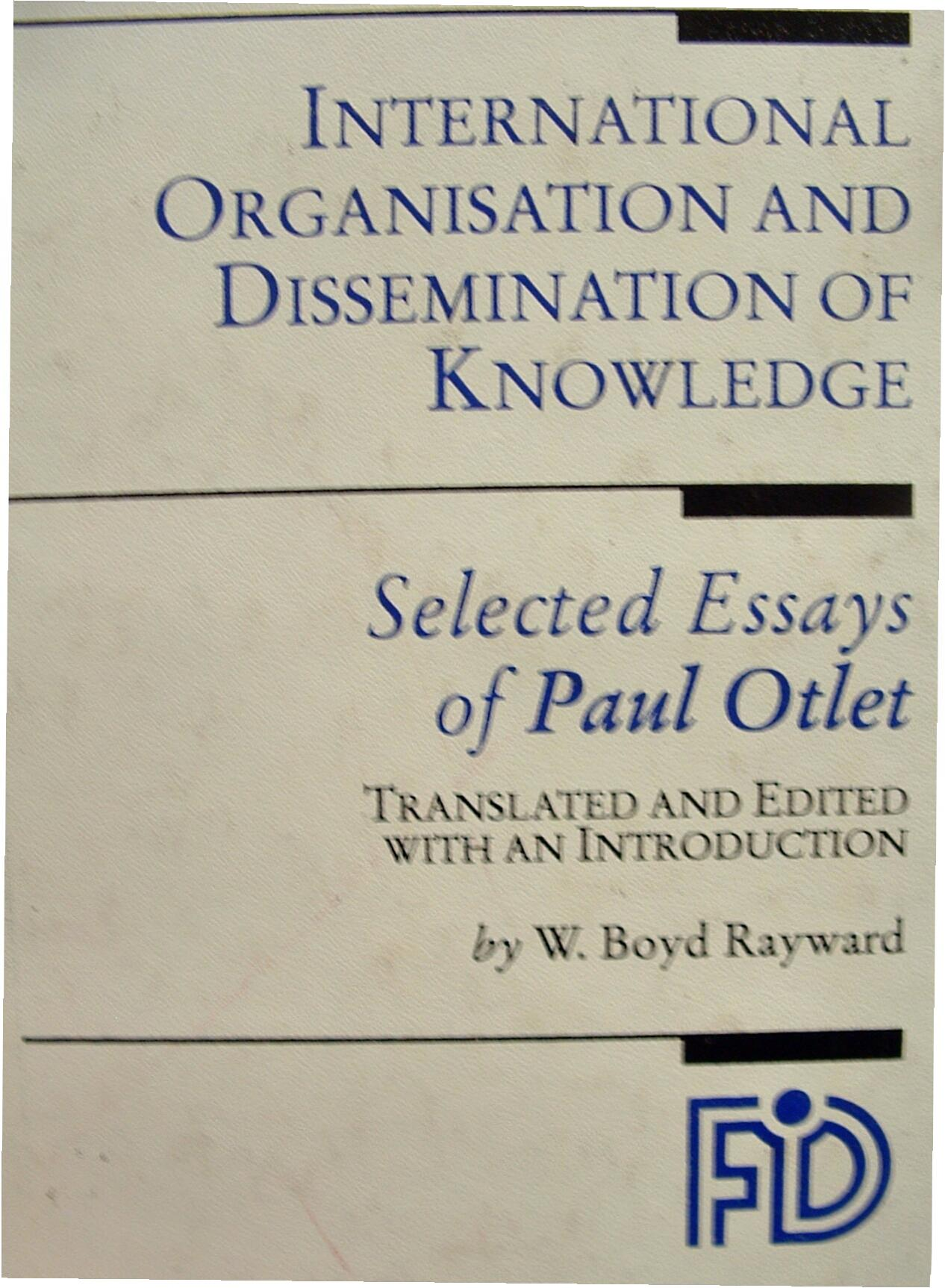
Portada del libro "International Organisation and Dissemination of Knowledge" (ensayos selectos de Paul Otlet).

Sin embargo, su trabajo fue ensombrecido por la Segunda Guerra Mundial. Así, su instituto Mundaneum fue destruido por los nazis, mientras que el desarrollo posterior de la Documentación, tras finalizar la guerra, se centró en las aportaciones del ámbito anglosajón con el desarrollo de la Ciencia de la Información, y las aportaciones de autores como Vannevar Bush, Ted Nelson o Douglas Engelbart, lo que dejó en un segundo plano sus ideas.
En los últimos años ha resurgido el interés por el trabajo de Otlet. El Traité de documentation se volvió a editar en 1989, y un año después el profesor W. Boyd Rayward publicó una traducción inglesa de los mejores textos de Otlet.
El Mundaneum, situado en Mons (Bélgica), ahora alberga los archivos y un museo dedicado a Paul Otlet.